# Condado de Myszków
Condado de Myszków (polaco: powiat myszkowski) é um powiat (condado) da Polónia, na voivodia da Silésia. A sede do condado é a cidade de Myszków. Estende-se por uma área de 478,62 km², com 71 625 habitantes, segundo o censo de 2007, com uma densidade de 149,6 hab/km².

## Divisões admistrativas
O condado possui:
Comunas urbanas: Myszków
Comunas urbana-rurais: Koziegłowy, Żarki
Comunas rurais: Niegowa, Poraj
Cidades: Myszków, Koziegłowy, Żarki

## Demografia
População (dados de 30 de Junho de 2007):
|          | Total   | Total | Mulheres | Mulheres | Homens  | Homens |
| -------- | ------- | ----- | -------- | -------- | ------- | ------ |
|          | pessoas | %     | pessoas  | %        | pessoas | %      |
| Total    | 71 625  | 100   | 37 024   | 51,7     | 34 601  | 48,3   |
| Cidades  | 39 862  | 100   | 20 773   | 52,1     | 19 089  | 47,9   |
| Povoados | 31 763  | 100   | 16 251   | 51,2     | 15 512  | 48,8   |